# Tarifvertrag
Der Tarifvertrag in Deutschland ist ein Vertrag zwischen den Tarifvertragsparteien im Rahmen der grundgesetzlich garantierten Tarifautonomie. Der erste Tarifvertrag wurde am 1. Mai 1873 für Buchdrucker abgeschlossen. Ein vergleichbares Rechtsinstitut ist in Österreich nach dem Arbeitsverfassungsgesetz der Kollektivvertrag, im schweizerischen Arbeitsrecht der Gesamtarbeitsvertrag. Die zwei in Bezug auf ihren Geltungsbereich größten Tarifverträge sind der Tarifvertrag für den öffentlichen Dienst, der für Bund und Kommunen gilt, und der Tarifvertrag für den öffentlichen Dienst der Länder.
Als ein Äquivalent in angelsächsischen Ländern kann das als Collective Agreement bezeichnete Abkommen zwischen den Arbeitsmarktparteien angesehen werden, das allerdings in einer vollkommen anderen Rechtstradition gründet.
Auf europäischer Ebene wird zudem die Einführung von Tarifverträgen über Arbeitsbedingungen von Solo-Selbstständigen in Erwägung gezogen.
Nach deutschem Recht, dem Tarifvertragsgesetz, enthält der Tarifvertrag Rechtsnormen, die den Inhalt, den Abschluss und die Beendigung von Arbeitsverhältnissen sowie betriebliche und betriebsverfassungsrechtliche Fragen (normativer Teil) regeln und die Rechte und Pflichten der Tarifvertragsparteien (schuldrechtlicher Teil) festlegen. Zu den Tarifvertragsparteien zählen einzelne Arbeitgeber oder Arbeitgeberverbände einerseits und Gewerkschaften (für die Arbeitnehmer) andererseits.

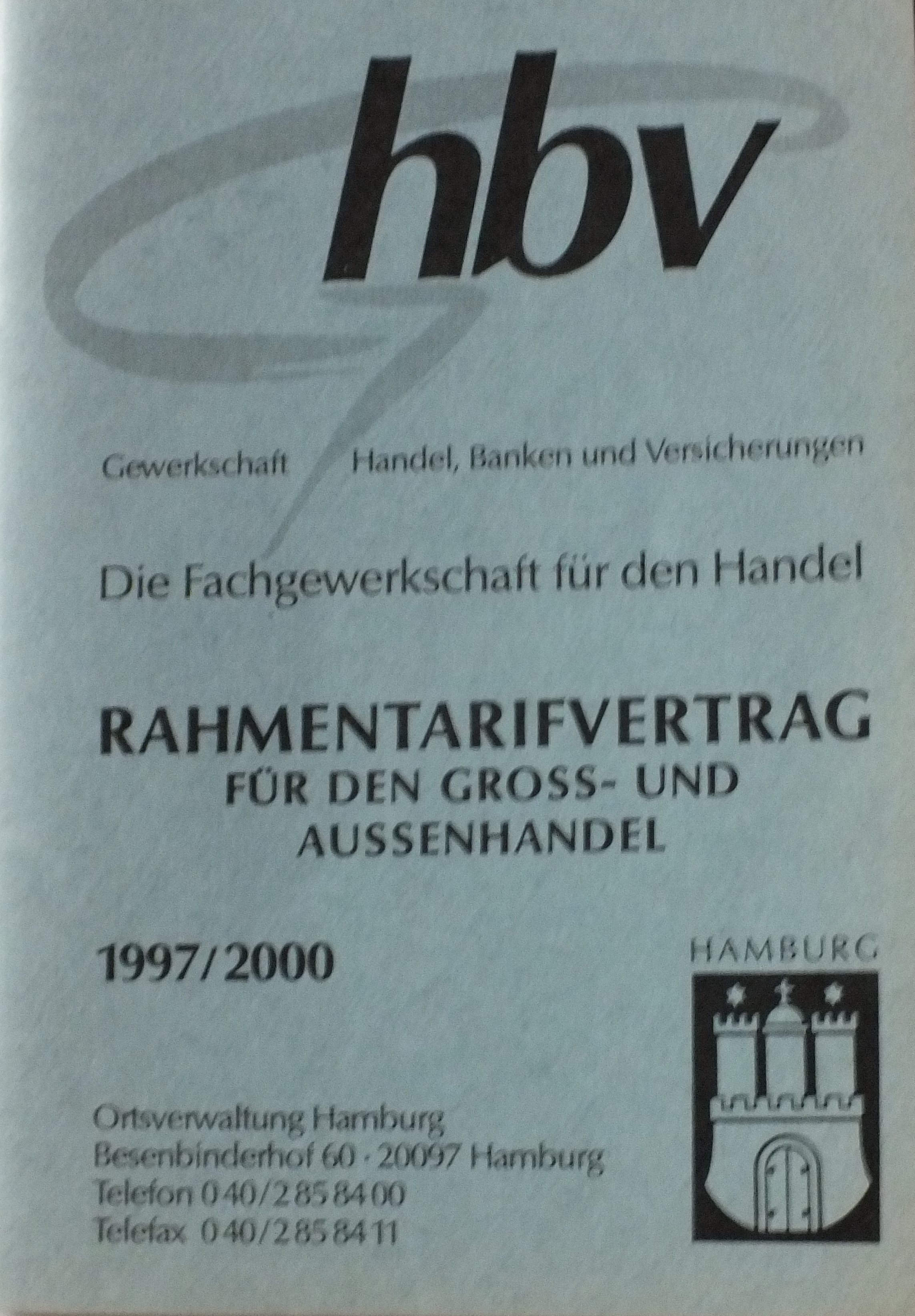
HBV-Rahmentarifvertrag Großhandel, 1997/2000 Bezirk Hamburg

## Tarifvertragliche Bindung
In Westdeutschland arbeiteten 2015 rund 51 Prozent der Beschäftigten in einem Betrieb, der einem Branchentarifvertrag unterlag, in Ostdeutschland rund 37 Prozent. Firmentarifverträge galten für 8 Prozent der westdeutschen und 12 Prozent der ostdeutschen Beschäftigten. Seit 1998 ist ein Abwärtstrend in der tarifvertraglichen Bindung der Beschäftigten sowohl in West- wie in Ostdeutschland zu verzeichnen. Dabei gibt es zwischen den Branchen erhebliche Unterschiede. Während beispielsweise in der Metall- und Elektroindustrie, der Stahlindustrie, der chemischen Industrie sowie im öffentlichen Dienst eine sehr hohe Tarifbindung vorliegt, ist dies z. B. im Einzelhandel und der IT-Industrie nicht der Fall.

## Bedeutung des Tarifrechtes
Eine entscheidende Bedeutung des Tarifvertrags besteht darin, dass er die rechtliche Unausgewogenheit, die bei einem Einzelarbeitsvertrag zwischen den Vertragsschließenden auf dem Arbeitsmarkt besteht, zugunsten des zu schützenden schwächeren Vertragspartners, des Arbeitnehmers, ausgleicht. Im Tarifrecht selbst gibt es diesen besonderen Schutz zum Vorteil nur eines von zwei Vertragspartnern dagegen nicht mehr. In Deutschland genießen beide Tarifvertragsparteien – die Gewerkschaften und die Arbeitgeberverbände – als Koalitionen ihrer Mitglieder den gleichen Schutz und die gleichen Rechte nach Art. 9 des Grundgesetzes für die Bundesrepublik Deutschland. Ihre Rechte bezüglich des Einsatzes von Arbeitskampfmitteln sind komplementär: „Dem Streik entspricht die Aussperrung, gleichgültig, ob die von einem Arbeitgeberverband beschlossen und von den einzelnen Arbeitgebern durchgeführt wird oder ob ein oder mehrere Arbeitgeber sie durchführen.“ 1980 hat das Bundesarbeitsgericht in einer Begründung des Grundsatzurteils ausgeführt: „Tarifverhandlungen ohne das Recht zum Streik wären im allgemeinen nicht mehr als 'kollektives Betteln'.“
Mit der Tarifautonomie und dem entsprechenden Tarifrecht gewährt der Staat den Tarifparteien einen Autonomiespielraum, die Regeln ihrer Zusammenarbeit autonom auszugestalten. Sie können dies schneller und flexibler regeln, als dies bei stärkerer Beteiligung des Staates möglich wäre.

## Grundlagen des Tarifrechtes
Der gesetzliche Rahmen ist in Deutschland im Tarifvertragsgesetz, kurz TVG, vom 9. April 1949 festgelegt.
Ein Tarifvertrag gilt für ein Arbeitsverhältnis unmittelbar (also ohne dass seine Geltung noch vertraglich vereinbart werden müsste) und zwingend (mit der Folge, dass vertragliche Abweichungen zum Nachteil des Arbeitnehmers unwirksam sind), wenn beide Arbeitsvertragsparteien tarifgebunden sind. Hingegen sind Abweichungen zugunsten des Arbeitnehmers (Günstigkeitsprinzip) erlaubt. Damit der Tarifvertrag auf das Arbeitsverhältnis anwendbar ist, müssen daneben der Betrieb in den fachlichen und örtlichen, der Arbeitnehmer in den persönlichen Geltungsbereich des Tarifvertrags fallen.
Die Tarifbindung folgt aus der Mitgliedschaft in einer der Tarifvertragsparteien (Arbeitgeberverband oder Gewerkschaft).
Tarifgebunden ist auch der Arbeitgeber, der einen Tarifvertrag direkt mit der Gewerkschaft schließt. Ausnahmsweise kann ein Arbeitgeber trotz Mitgliedschaft im Arbeitgeberverband nicht tarifgebunden sein, wenn die Satzung des Verbandes eine Mitgliedschaft ohne Tarifbindung (so genannte OT-Mitgliedschaft) vorsieht und der Arbeitgeber diese Form der Mitgliedschaft innehat.
Unabhängig davon kann jederzeit einzelvertraglich durch eine so genannte Bezugnahmeklausel die Geltung eines Tarifvertrags oder einer bestimmten Tarifregelung vereinbart werden. Man unterscheidet zwischen dynamischen Klauseln (Inbezugnahme des jeweiligen Tarifvertrages, auch als Jeweiligkeitsklausel bezeichnet) und statischen Klauseln (Inbezugnahme des zum Zeitpunkt des Vertragsschlusses geltenden Tarifvertrages). Was gewollt ist, ist im Zweifel durch das Arbeitsgericht im Wege der Auslegung zu klären.
Ein Sonderfall ist die Allgemeinverbindlicherklärung eines Tarifvertrags. Ein allgemeinverbindlicher Tarifvertrag ist auf alle Arbeitsverhältnisse im Geltungsbereich des Tarifvertrags anzuwenden unabhängig von dem Willen der Arbeitsvertragsparteien.
Tarifverträge bedürfen zu ihrer Wirksamkeit der Schriftform (§ 1 Abs. 2 TVG).

## Austritt aus dem Arbeitgeberverband
Ein Austritt aus dem Arbeitgeberverband, mit welchem ein Verbandstarifvertrag – oft Flächentarifvertrag – geschlossen wurde, beendet die Bindung an den Tarifvertrag nicht sofort. Vielmehr bleiben der ausgetretene Arbeitgeber und die Gewerkschaft bis zu dem Zeitpunkt an den Tarifvertrag gebunden, zu dem dieser durch eine Kündigung von Seiten des Arbeitgeberverbands oder der Gewerkschaft endet (so genannte Nachbindung, § 3 Abs. 3 TVG). Bis dahin herrscht auch beim ausgetretenen Arbeitgeber weiterhin die tarifliche Friedenspflicht, das heißt, ein Arbeitskampf ist unzulässig (streitig).
Nach Ablauf des Tarifvertrags wirkt dieser nach, bis eine neue Abmachung getroffen ist (Nachwirkung, § 4 Abs. 5 TVG). Das bedeutet, dass die Arbeitsbedingungen, die im Tarifvertrag geregelt waren, statisch weiter gelten. Die neue Abmachung kann entweder in einem neuen Tarifvertrag bestehen oder in der Änderung des Arbeitsvertrags (vgl. auch Änderungskündigung). Die Nachwirkung betrifft nur jene Arbeitnehmer, die beim Ende des Tarifvertrags schon beschäftigt waren und Mitglied der jeweiligen Gewerkschaft sind.

## Betriebsübergang
Geht das Arbeitsverhältnis eines Arbeitnehmers im Fall eines Betriebsübergangs auf den Betriebserwerber über, werden die im Veräußererbetrieb geltenden Tarifverträge, wenn der Erwerber nicht seinerseits tarifgebunden ist, gemäß § 613a Abs. 1 Satz 2 BGB zum Bestandteil des individuellen Arbeitsvertrags, und dürfen nicht vor Ablauf eines Jahres verändert werden. Der Tarifvertrag gilt aber nur in dem Umfang weiter, wie er zum Zeitpunkt des Betriebsübergangs galt; der Arbeitnehmer nimmt nicht mehr an den Änderungen im Tarifvertrag teil, die nach Betriebsübergang erfolgen, weil es insoweit doch gerade an der Tarifgebundenheit des Arbeitgebers fehlt.

## Behandlung nicht tarifgebundener Arbeitnehmer
Tarifgebundene Arbeitgeber behandeln in der Regel alle Arbeitnehmer eines Betriebes, unabhängig von deren tatsächlicher Tarifbindung, nach den Regeln des Tarifvertrags. Dies geschieht im Regelfall durch eine sog. Gleichstellungsabrede, also durch eine Klausel, die im Individualarbeitsvertrag auf die Regelungen des Tarifvertrags Bezug nimmt und ihnen so individualvertragliche Wirkung zukommen lässt. Der Grund liegt vor allem darin, den Mitarbeitern keine zusätzliche Motivation zu geben, Mitglied der Gewerkschaft zu werden, denn die Gewerkschaftsmitgliedschaft des Arbeitnehmers ist die Voraussetzung für die zwingende Anwendung eines entsprechenden Tarifvertrags.

Unzulässig wären in Tarifverträgen sogenannte Absperrklauseln (oder Closed-Shop-Klauseln), wonach ein Unternehmen nur (gewerkschaftlich) organisierten Arbeitnehmern die Bedingungen des Tarifvertrages gewähren oder gar nur solche Arbeitnehmer beschäftigen darf. Eine solche Regelung verstößt nach einhelliger Meinung gegen die Negative Koalitionsfreiheit (Art. 9 GG). Umstritten ist dagegen die Wirksamkeit sogenannter Differenzierungsklauseln, die organisierten Arbeitnehmern einen Vorteil gegenüber nicht organisierten Arbeitnehmern gewähren. Ein Vorteil beim Erhalt des Arbeitsplatzes bei Personalabbau ist hierbei wohl unzulässig, während rein finanzielle Vorteile vermutlich zulässig sind.

## Abweichungen
Abweichungen von Tarifnormen zu Ungunsten der Beschäftigten sind nur zulässig, wenn dies im Tarifvertrag durch eine Öffnungsklausel zugelassen ist. Ansonsten gilt die Unabdingbarkeit oder das Günstigkeitsprinzip eines Tarifvertrages. Abweichungen zugunsten des Arbeitnehmers sind durch einzelvertragliche Regelung zulässig jedoch nicht durch Betriebsvereinbarungen, § 77 Abs. 3 BetrVG. Zum Teil enthalten Tarifverträge auch ausdrückliche Regelungen zur konkreten Umsetzung eher allgemeiner Tarifbestimmungen in die betriebliche Praxis, z. B. durch ergänzende Betriebsvereinbarungen. Ein Beispiel ist die Umsetzung des Leistungsentgeltes im öffentlichen Dienst im Rahmen des § 18 TVöD.
Bestimmte Mitarbeiter mit speziellen Qualifikationen werden als sogenannte außertarifliche Angestellte mit einem AT-Vertrag vergütet, der über der höchsten Tarifgruppe des jeweiligen Vergütungstarifvertrages liegt. In der Praxis werden auch beispielsweise Angestelltenverträge von Mitarbeitern nichttarifgebundener Konzerntöchter als AT bezeichnet, auch wenn deren Vergütungen und Konditionen deutlich schlechter sind als im entsprechenden Tarifvertrag.

## Tarifautonomie
Tarifautonomie bedeutet, dass Tarifverträge allein von den Tarifvertragsparteien selbst ausgehandelt werden. Eine Einflussnahme durch Regierung oder Verwaltung, Gesetzgeber und Rechtsprechung ist nicht zulässig. Vielmehr müssen staatliche Stellen ihre Neutralität wahren. Die Tarifautonomie ergibt sich aus Art. 9 Absatz 3 des Grundgesetzes für die Bundesrepublik Deutschland.
Die vorrangige Bedeutung der Tarifautonomie kommt auch in § 77 Abs. 3 BetrVG zum Ausdruck. Nach dieser Vorschrift dürfen Arbeitgeber und Betriebsrat Arbeitsentgelte und sonstige Arbeitsbedingungen, die „durch Tarifvertrag geregelt sind oder üblicherweise geregelt werden“, nicht durch Betriebsvereinbarung regeln. Die Betriebsparteien haben in diesen Angelegenheiten keine Möglichkeit, Regelungen mit normativer Wirkung für die Arbeitnehmer zu vereinbaren. Dies gilt auch für nicht tarifgebundene Arbeitgeber, da „Konkurrenzregelungen“ in der Form von Betriebsvereinbarungen ebenfalls die Funktionsfähigkeit der Tarifautonomie stören könnten. Verstöße dagegen führen zur Unwirksamkeit der Betriebsvereinbarung, die aber ausnahmsweise durch Umdeutung dennoch Wirkung entfalten kann.

## Inhalt von Tarifverträgen
Im Tarifvertrag werden die Rechte und Pflichten der Tarifvertragsparteien geregelt (schuldrechtlicher Teil – z. B. Friedens- und Einwirkungspflicht).
Er enthält daneben und vor allem Rechtsnormen über den Inhalt (darunter oft sog. Ausschlussfristen), die Begründung und die Beendigung (z. B. Kündigungsfristen) von Arbeitsverhältnissen sowie Regelungen zu betrieblichen und betriebsverfassungsrechtlichen Fragen (normativer Teil). Tarifverträge enthalten beispielsweise Bestimmungen zu folgenden Punkten:
- Arbeitsentgelt (Lohn, Gehalt, …)
- Arbeitszeiten
- Urlaubsanspruch
- Arbeitsbedingungen
- Abschluss und Kündigung von Arbeitsverhältnissen
- Laufzeit des Vertrages

## Arten von Tarifverträgen
Tarifverträge lassen sich nach verschiedenen Abgrenzungskriterien unterscheiden.

### Unterscheidung nach Parteien auf Arbeitgeber- und Arbeitnehmerseite
Die Unterscheidung nach Parteien ergibt sich weitgehend aus dem TVG, auch wenn dort die Bezeichnungen nicht vorgegeben sind, so dass es teilweise uneinheitliche Bezeichnungen in der Literatur und Rechtsprechung gibt.
1. Der Verbandstarifvertrag (Flächentarifvertrag) wird geschlossen zwischen Gewerkschaft und Arbeitgeberverband mit Gültigkeit für eine bestimmte Branche und für einen räumlich abgegrenzten Tarifvertragsbezirk, der die Bundesrepublik Deutschland insgesamt oder – häufiger – ein Teilgebiet erfasst. Er ist immer noch die verbreitetste Art von Tarifvertrag bei der Unterscheidung nach Parteien.
2. Der unternehmensbezogene Verbandstarifvertrag wird ebenfalls zwischen Gewerkschaft und Arbeitgeberverband geschlossen, allerdings mit Gültigkeit nur für ein bestimmtes Unternehmen.
3. Der Firmentarifvertrag (Haustarifvertrag) wird zwischen Gewerkschaft und dem Unternehmen, in dem er gelten soll, geschlossen.
4. Der mehrgliedrige Tarifvertrag wird auf einer oder beiden Seiten von mehreren Vertragspartnern abgeschlossen, so beispielsweise in der Zeitarbeitsbranche, wo es einen Tarifvertrag mit zwei Arbeitgeberverbänden auf der Arbeitgeberseite und acht DGB-Gewerkschaften auf Arbeitnehmerseite gab.
5. Der Konzerntarifvertrag wird zwischen Gewerkschaft und einem Konzern abgeschlossen, mit Wirkung für die einzelnen Unternehmen des Konzerns. Je nach Ausgestaltung ist es rechtlich eigentlich entweder ein mehrgliedriger Tarifvertrag oder ein Firmentarifvertrag mit der Muttergesellschaft, den Konzernunternehmen übernehmen.

### Unterscheidung nach Regelungsgegenständen
Die Unterscheidung nach Regelungsgegenständen hat sich aus rein praktischen Erwägungen entwickelt. Juristisch hat diese Unterscheidung keine Auswirkung. Die Tarifvertragsparteien sind auch völlig frei in der Frage, welche Regelungsgegenstände sie unter welcher Bezeichnung in einem Vertrag zusammenfassen.
1. Der Lohn- und Gehaltstarifvertrag (auch Entgelt-, Vergütungstarifvertrag) regelt die Höhe des Arbeitsentgelts in den einzelnen Entgeltgruppen oder des Ecklohns. Die Laufzeit dieses Vertrages ist typischerweise relativ kurz, kann aber auch bis zu 31 Monaten betragen.
2. Der Lohn- und Gehaltsrahmentarifvertrag (auch unspezifisch und mit unklarer Abgrenzung zum Manteltarifvertrag: Rahmentarifvertrag) regelt die Lohn- und Gehaltsgruppen, in die die Arbeitnehmer in der Regel nach ihren Arbeitsinhalten einzuordnen sind.
3. Der Manteltarifvertrag (ebenfalls auch unspezifisch als Rahmentarifvertrag, zum Beispiel Bundesrahmentarifvertrag Bau, bezeichnet) regelt alle weitergehenden Arbeitsbedingungen, soweit dies von den Tarifvertragsparteien vereinbart wird. Beispiele sind Urlaub und Kündigungsfristen. Die Laufzeit von Manteltarifverträgen ist in der Regel entweder sehr lang oder unbegrenzt und es bedarf einer Kündigung, um den Vertrag neu zu verhandeln. Beispiele für Manteltarifverträge sind der TVöD und TV-L im öffentlichen Dienst und der Bundesrahmentarifvertrag für das Baugewerbe in der Privatwirtschaft.
4. Sonstige Tarifverträge können im Einzelfall verschiedenste Regelungsgegenstände betreffen, die im konkreten Einzelfall keine Aufnahme in anderen Tarifverträgen gefunden haben. Dies können zum Beispiel sein: vermögenswirksame Leistungen, Beschäftigungssicherung, Regelungen zum Einsatz von Zeitarbeit oder gemeinsame Einrichtungen von Tarifvertragsparteien.

## Tarifregister
Alle Tarifverträge werden in Tarifregistern registriert. Tarifregister sind öffentlich, jeder kann sie einsehen. Sie werden beim Bundesministerium für Arbeit und Soziales und bei allen Bundesländern geführt. In den Bundesländern sind in der Regel die Arbeits- oder Sozialministerien zuständig.